# الجبوبة (جبلة)

تعديل مصدري - تعديل

الجبوبة محلة تابعة لقرية التمرة، التابعة لعزلة جبلة بمديرية جبلة إحدى مديريات محافظة إب في الجمهورية اليمنية، بلغ تعداد سكانها 205 حسب تعداد اليمن لعام 2004.